# Maria Canals-Barrera
María del Pilar Canals-Barrera (Miami, Florida, 28 de septiembre de 1966) es una actriz estadounidense.
Se graduó en Teatro en la Escuela de Arte Dramático de Miami, trabajando después en teatro en las ciudades de Miami y Los Ángeles. Su primera aparición en televisión fue en la serie de TV Key West en 1993 y también ha aparecido en Popular, de la Warner Brothers como una prostituta llamada Candybox, así como películas tales como "America's Sweethearts" y "The Master Of Disguise".
Ha ganado mucho reconocimiento entre los fans de los cómics en los últimos años[cita requerida] gracias a su papel como Hawkgirl/Shayera Hol en la Liga de la Justicia de Bruce Timm y la Liga de la Justicia Ilimitada. También tuvo un papel periódico en Static Shock como Shelly Sandoval, una periodista de noticias, y en El Fantasma de Danny como el amor de instituto de Danny Fenton/Phantom, Paulina. Realizó la voz de Mercedes "Meche" Colomar en el 1998 videojuego Grim Fandango. Canals también interpretó personajes casuales en dos episodios de la serie de televisión Los quintos Infiernos (el "El Combate del Abuelito" y "En casa Solo"). También hace la voz de Sunset Boulevardez en Los Proud. En su proyecto más reciente representa a Theresa Russo en Wizards of Waverly Place junto a Selena Gomez, David Henrie y Jake T. Austin, de Disney. Trabajó en la película Camp Rock en el papel de Connie Torres, la madre de Mitchie Torres (Demi Lovato) que trabaja junto a ella en la cocina.
Además prestó su voz para el juego multiplataforma MARVEL VS CAPCOM 3(CAPCOM) haciendo la voz del personaje de Marvel "SHE-HULK".

## Vida personal
Canals-Barrera nació en Miami, Florida de padres cubanos y españoles. Estaba interesada en la actuación desde muy temprana edad; comenzó a tomar clases de teatro en la escuela secundaria. Recibió una beca para la escuela de teatro de la Universidad de Miami; se graduó ahí, con Licenciatura en Bellas Artes. Habla español con fluidez.
Barrera vive con su esposo el actor David Barrera y sus dos hijas, Bridget y Madeleine en Los Ángeles, California. Un gran porcentaje de su familia vive en Miami, FL. La llaman la "Madre de Disney" por ser la madre de Alex Russo en la serie "Wizards of Waverly Place" y ser la madre de Mitchie Torres en "Camp Rock".

## Filmografía
| Película      | Película                                  | Película                        | Película                                                                                             |
| Año           | Título                                    | Rol                             | Notas                                                                                                |
| ------------- | ----------------------------------------- | ------------------------------- | --- |
| 1993          | Un policía y medio                        | Sra. Bobo #2                    | |
| 1993          | Harlan & Merleen                          | Carmen                          | |
| 1995          | My Family                                 | Irene (joven)                   | |
| 2001          | La pareja del año                         | Adinah                          | |
| 2002          | Bad Boy                                   | Mujer en el bar                 | |
| 2002          | The Master of Disguise                    | Sophia                          | |
| 2003          | Imagining Argentina                       | Esme Palomares                  | Rol Principal                                                                                        |
| 2005          | The Proud Family Movie                    | Sunset Boulevardez              | Voz                                                                                                  |
| 2008          | Camp Rock                                 | Connie Torres                   | Rol Principal                                                                                        |
| 2009          | Wizards of Waverly Place: The Movie       | Theresa Russo                   | Rol Principal                                                                                        |
| 2010          | Camp Rock 2: The Final Jam                | Connie Torres                   | Rol Principal                                                                                        |
| 2011          | Larry Crowne                              | Lala Pinedo                     | |
| 2012          | Batman: The Dark Knight Returns: Part One | Ellen Yindel                    | Voz                                                                                                  |
| 2013          | Batman: The Dark Knight Returns: Part Two | Ellen Yindel                    | Voz                                                                                                  |
| 2016          | God's Not Dead 2                          | Catherine Thawley               | Rol Secundario                                                                                       |
| Directo a DVD |                                           |                                 | |
| Año           | Título                                    | Rol                             | Notas                                                                                                |
| 2003          | Scooby-Doo y el monstruo de México        | Sofía Otero                     | Voz                                                                                                  |
| 2009          | Wizards on Deck with Hannah Montana       | Theresa Russo                   | Crossover Disney Channel                                                                             |
| Televisión    |                                           |                                 | |
| Año           | Título                                    | Rol                             | Notas                                                                                                |
| 1992–1994     | Marielena                                 | Nancy                           | Rol Recurrente                                                                                       |
| 1997–1998     | The Tony Danza Show                       | Carmen Cruz                     | 14 Episodios                                                                                         |
| 2000–2004     | Static Shock                              | Shelly Sandoval                 | |
| 2001–2004     | Liga de la Justicia                       | Chica Halcón, Livewire          | Rol Principal                                                                                        |
| 2001–2005     | The Proud Family                          | Sunset Boulevardez              | Rol Recurrente                                                                                       |
| 2004–2006     | Justice League Unlimited                  | Chica Halcón, Fuego             | Rol Principal                                                                                        |
| 2004–2007     | Danny Phantom                             | Paulina                         | Rol Recurrente (14 Episodios)                                                                        |
| 2007–2012     | Wizards of Waverly Place                  | Theresa Russo                   | Coprotagonista (95 episodios)                                                                        |
| 2013          | The Wizards Return: Alex vs. Alex         | Theresa Russo                   | Especial de TV Disney Channel                                                                        |
| Televisión    |                                           |                                 | |
| Año           | Título                                    | Rol                             | Notas                                                                                                |
| 1990          | 21 Jump Street                            | Rosina                          | Episodio: La Bizca                                                                                   |
| 1993          | Key West                                  | Fig                             | Episodios: Crossroads, Pieces of a Man, Less Moonlight, The Great Unknown, The Second Day in Heaven. |
| 1994          | La reportera del crimen                   | Carmen                          | Episodio: Wheel of Death                                                                             |
| 1994          | Viper                                     | Carla                           | Episodio: Wheels of Fire                                                                             |
| 1995          | Almost Perfect                            | Carmen                          | Episodio: You Like me, You Really Like Me                                                            |
| 1996          | Goode Behavior                            | Denise                          | Episodio: Goode Feelings                                                                             |
| 1998          | Veronica's Closet                         | Denise                          | Episodio: Veronica's Partner Now                                                                     |
| 1998          | Caroline in the City                      | María                           | Episodio: Carolina and the Toothbrush                                                                |
| 1999          | Beggars and Choosers                      | Yolanda                         | |
| 2000          | That's Life                               |                                 | Episodio: Bad Hair Week                                                                              |
| 2001          | Los Hermanos García                       | Sra. Azteca                     | Episodio: Love is Very... Confusing                                                                  |
| 2001          | Popular                                   | Candy Box                       | Episodio: Fire in the Hole                                                                           |
| 2002          | American Family                           | Christy                         | Episodios: Pilot, The Star, Mexican Revolution, The Forgotten War, The Glass Ceiling                 |
| 2003          | Miss Match                                | Gerente de tienda               | Episodio: Santa, Baby                                                                                |
| 2004          | Curb Your Enthusiasm                      | Delilah - Higenista             | Episodio: The 5 Wood, The Weatherman                                                                 |
| 2005—2007     | The Boondocks                             | Reportero de Televisión Español | Episodios: Granddad's Fight (2005) Home Alone (2007)                                                 |
| 2006          | George Lopez                              | Claudia Palmero                 | Episodio: A Funeral Brings George to His Niece                                                       |
| 2006          | Handy Manny                               | Peggy Salazar                   | Episodio: Supremoguy/Tool Talk                                                                       |
| 2007          | The Loop                                  | Agente Denise                   | Episodio: Yeah, Presents                                                                             |
| 2011          | Generator Rex                             | Valentina                       | Episodio: Outpost                                                                                    |
| 2012          | Pound Puppies                             | Dra. Truddy                     | Voz, 3 episodios                                                                                     |
| 2014          | Baby Daddy                                | Carol Beltran                   | Episodio: Bonnie's Unreal Estate                                                                     |
| 2014          | Gang Related                              | Marciela Acosta                 | 2 episodios                                                                                          |
| 2014          | Members Only                              | Hilda                           | Futúra Serie                                                                                         |
| 2014          | Cristela                                  | Daniela Gónzalez                | Rol secundario                                                                                       |
| 2016          | The Big Bang Theory                       | Isabella Maria Concepción       | Episodio 8 de la Temporada 10                                                                        |
| 2018          | Fuller House                              | Nadia                           | Episodio: "Perfect Sons"                                                                             |
| 2022          | Madagascar: A Little Wild                 | Pilar                           | Voz, 4 Episodios                                                                                     |
| 2022          | The Proud Family: Louder and Prouder      | Sunset Boulevardez              | Voz                                                                                                  |
| Videojuegos   |                                           |                                 | |
| Año           | Título                                    | Rol                             | Notas                                                                                                |
| 1998          | Grim Fandango                             | Mercedes "Meche" Colomar        | Voz                                                                                                  |
| 2011          | Marvel vs. Capcom 3: Fate of Two Worlds   | She-Hulk                        | Voz                                                                                                  |
| 2011          | Ultimate Marvel vs. Capcom 3              | She-Hulk                        | Voz                                                                                                  |
| 2015          | Crisis infinita                           | Hawkgirl                        | Voz                                                                                                  |

## Premios y nominaciones
| Año  | Premiación    | Categoría                                                     | Trabajo                             | Resultado | Ref         |
| ---- | ------------- | ------------------------------------------------------------- | ----------------------------------- | --------- | ----------- |
| 1998 | ALMA Awards   | Mejor Actriz en Una Serie de Comedia                          | The Tony Danza Show                 | Nominada  | [ 2 ]       |
| 2002 | ALMA Awards   | Mejor Actriz de Reparto en Una Serie de Televisión            | The Brothers Garcia                 | Ganadora  | [ 3 ]       |
| 2008 | ALMA Awards   | Mejor Actuación Femenina en Una Comedia - Serie de Televisión | Wizards of Waverly Place            | Nominada  | [ 4 ] [ 5 ] |
| 2008 | Imagen Awards | Mejor Actriz Secundaria/Televisión                            | Wizards of Waverly Place            | Nominada  | [ 6 ]       |
| 2009 | ALMA Awards   | Actriz en Televisión - Comedia                                | Wizards of Waverly Place            | Nominada  | [ 7 ] [ 8 ] |
| 2009 | Imagen Awards | Mejor Actriz Secundaria/Televisión                            | Wizards of Waverly Place            | Nominada  | [ 9 ]       |
| 2010 | Imagen Awards | Mejor Actriz Secundaria/Televisión                            | Wizards of Waverly Place: The Movie | Ganadora  | [ 10 ]      |
| 2011 | ALMA Awards   | Actriz de TV Favorita - Papel Secundario                      | Wizards of Waverly Place            | Ganadora  | [ 11 ]      |
| 2011 | Imagen Awards | Mejor Actriz Secundaria/Televisión                            | Wizards of Waverly Place            | Nominada  | [ 12 ]      |